# Arístides Rechain
Arístides Rechain (Rosario, 1888 - Buenos Aires, 1 de noviembre de 1962) fue un dibujante argentino, conocido por su trabajo como caricaturista e ilustrador y por ser uno de los primeros historietistas argentinos.

## Biografía
Oriundo de Rosario, provincia de Santa Fe, se formó en el Instituto de Bellas Artes Domenico Morelli de dicha ciudad, bajo la dirección de Mateo Casalla. Este instituto fue el primer establecimiento dedicado a la enseñanza artística de esa ciudad, de donde saldría también el caricaturista Oscar Soldati, otro futuro pionero de la historieta argentina.
Tras radicarse en la ciudad de Buenos Aires, comenzó a colaborar como humorista e ilustrador en numerosas revistas tales como La Novela Semanal, El Suplemento; Caras y Caretas; Plus Ultra; Billiken; Atlántida; Para Ti;  y en los diarios La Prensa; Ahora; Crítica; Libre Palabra.
Para La Novela Semanal, Rechain creó en 1923 las historietas de la Página del Dólar (que, auspiciada por la marca de cigarrillos de ese nombre, constituye uno de los primeros usos publicitarios de la historieta en la Argentina) y en 1925 La Familia de Don Sofanor, una divertida sátira sobre las aspiraciones de una familia que intenta vivir por encima de sus medios, fingiendo una alcurnia de la que carece. Estos trabajos hacen de Rechain uno de los iniciadores de la historieta argentina junto con Arturo Lanteri, Linage, Redondo y Dante Quinterno, ente otros.
Para la revista Billiken, Rechain realizó en 1937 una adaptación en forma de historieta de la obra de Lucio V. Mansilla Una excursión a los indios ranqueles.  Esta obra es notable por ser una de las primeras —o, muy probablemente, la primera— historieta de temática gauchesca dibujada en la Argentina. Años después, afirmaría Carlos Casalla, autor de la historieta Cabo Savino: «Yo seguía a los que hacían gauchesca: Arístides Rechain, Rapela, Roux.»
Su colaboración con la revista Billiken se extendería hasta el año 1941. En dicho año Rechain tenía a su cargo una página titulada Lecciones de Dibujo. La revista también publicitaba el Curso de Dibujo de los Estudios Rechain, institución dirigida por el artista y que estaba dedicada a la enseñanza del dibujo por correspondencia.

## Caricaturista político
Otra vertiente importante de su trabajo se encuentra en la caricatura política. En su paso por el diario Crítica, popularizó el mote de «el enterrador» aplicado al político Matías Sánchez Sorondo (exministro del Interior del gobierno de José Félix Uriburu, culpado por el diario de haber enterrado a la revolución de setiembre de 1930). Sus  viñetas diarias, publicadas en el periódico Libre Palabra, satirizaron los personajes y situaciones de la Segunda Guerra Mundial (1940-1945) y figuró en el comité editorial de la revista El Descamisado (a la cual aportó muchos de sus trabajos), promoviendo la figura del entonces coronel Juan Perón, candidato laborista para las elecciones de 1946.
Falleció en Buenos Aires el 1 de noviembre de 1962.